# Pierre-Philippe Rey
Pour les articles homonymes, voir Rey.
Pierre-Philippe Rey est un universitaire français dont la spécialité est l'anthropologie, qu'il enseigne actuellement à l'université Paris VIII. Depuis les années 1970, c'est un représentant du courant appelé anthropologie marxiste, aux côtés de Claude Meillassoux, Emmanuel Terray et Maurice Godelier.

## Biographie
Ancien élève de l'école Polytechnique, il se tourne vers l'anthropologie et obtient un DES en 1964 (Cf. Bibliographie). De 1965 à 1967, il étudie sur le terrain trois sociétés du Congo-Brazzaville et leur évolution au cours de la période coloniale. En 1971, il publie à partir de cette étude un ouvrage grand public : Colonialisme, néo-colonialisme et transition au capitalisme ; il écrit aussi plusieurs ouvrages théoriques au début des années 1970. Il soutient sa thèse en 1978 à l’Université Paris V : Les concepts de l’anthropologie économique marxiste. 
Il a fait l'ensemble de sa carrière universitaire dans le cadre de l'université Paris VIII. Il a atteint le grade de professeur des universités, habilité à diriger des recherches. Il travaille actuellement à l'UFR "TES" (Territoires, Environnements, Sociétés) de cette université.

## Axes de recherche
Rattachements actuels à l'université Paris VIII
- Anthropologie et sociologie du politique et du développement[6]
- Parcours de développement dans la mondialisation - GEMDEV[7]
- Doctorat en anthropologie[8]

### Ouvrages
- Modification des structures sociales sous l’influence de l’économie de plantation en Côte-d’Ivoire et au Ghana, DES, Paris, juin 1964.
- Colonialisme, néo-colonialisme et transition au capitalisme. Exemple de la Comilog au Congo-Brazzaville, François Maspero coll. Économie et socialisme no 15, Paris, 1971, 527 pp.
- Les Alliances de classes, François Maspero coll. Textes à l'appui no 77, Paris, 1973, 221 pp.
- Sur l'articulation des modes de production / P. P. Rey. Remarques théoriques / Yves Duroux, Charles Bettelheim Paris : École pratique des hautes études, s.d; 2 vol., (201 p.) Collection : Problèmes de planification ; 13 ; 14
- Les concepts de l’anthropologie économique marxiste. Critique et mise à l’épreuve. Thèse, Paris V, 1978, sous la direction de Louis-Vincent Thomas.

### Préfaces
- Préface au livre de Mélica Ouennoughi, Les déportés maghrébins en Nouvelle-Calédonie et la culture du palmier dattier de 1864 à nos jours[9]
- Préface au livre de Guillaume de Gracia, L'Horizon argentin. Petite histoire des voies empruntées par le pouvoir populaire, 1860-2001, Éditions CNT-RP, novembre 2009, 586 pp.  (ISBN 2-915-731-21-7). [en ligne]: http://www.cnt-f.org/editionscnt-rp/IMG/pdf/arg_11-170_reduit.pdf
- Préface au Livre de Yaya Koné, "Anthropologie de l'athlétisme en Afrique de l'Ouest, La condition d'athlète" Éditions L'Harmattan, juin 2011, 523 pp.  (ISBN 978-2-296-56181-6)
- Préface au livre de Brahim Chérifi, "Le M'Zab. Etudes d'anthropologie historique et culturelle", Éditions Sédia, Alger 2015, 438 pp.
- Préface au livre de Habib Gouja, Essai d'une lecture patrimoniale d'une source théologique ibâdite: Le fascicule "Kitâb at-Tahârât" de "Dîwân al-'Azzâba", étude et traduction fragmentaires, Éditions L'Harmattan[10]

### Articles
- « Innovation technique et lutte des classes », Techniques et culture, no 2, Actes de la table ronde "Technologie culture", septembre 1983. Mis en ligne le 26 janvier 2006[11].
- « Pourquoi une anthropologie de la libération», in N.O.I.R. no 1, Les Éditions d'une nuit sans lune, en partenariat avec le LAB'O, avril 2008.  (ISBN 978-2-9530775-0-6)